# Растление

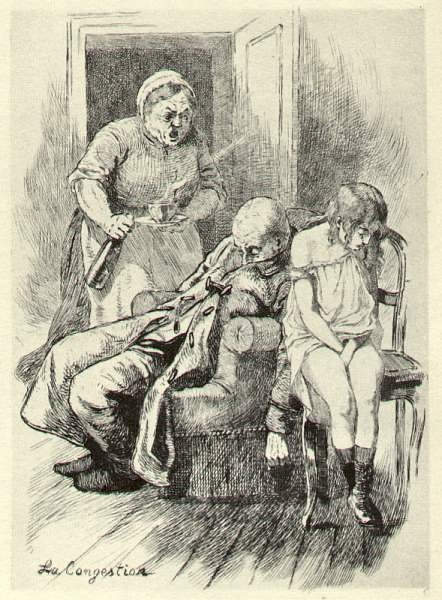
The Congestion (Мартин ван Маэле, 1905)

Растление — вовлечение в совершение действий сексуального характера человека, не достигшего возраста сексуального согласия.
Под растлением обычно понимаются совершаемые взрослым целенаправленные действия, вызывающие у ребёнка несвоевременный повышенный интерес к сексуальности, сексуальные фантазии, ощущения, желания, а также совершение с ребёнком сексуальных действий (в том числе полового акта в той или иной форме) без применения насилия, с использованием любопытства и неопытности ребёнка.

## История
Нынешнее значение слово «растление» получило сравнительно недавно. Например словарь В. И. Даля даёт иное толкование: растлевать — превратить в тлю, в тление, в прах, в ничто или сгубить, уничтожить. Как дополнительное значение Даль даёт только лишение девственности.
Судебный медик Г. Б. Дерягин считает, что новое значение слова растление возникло в связи с современными представлениями общества о том, что сексуальные действия наносят детям психологическую травму. По его мнению, эти представления восходят к христианскому пониманию секса как грязного и греховного. Он указывает на то, что во многих племенах аборигенов растление было обязательным элементом культуры и считалось обучением детей сексуальным контактам, сексуальной социализацией. В свою очередь, специалист по этнографии Австралии и Океании А. И. Азаров писал, что сексуальные отношения были обязательными между мальчиками и мужчинами у многих племён папуасов, где культура сохранялась вплоть до 1970-х годов, а старший партнёр являлся наставником младшего не только в сексуальных отношениях, но и подготавливал мальчика к прохождению обряда возрастной инициации.

## Юридическая характеристика

### Квалификация в РФ
Действия, соответствующие вышеприведённому общему определению растления, могут быть квалифицированы как попадающие под определение статей 134 и 135 УК РФ. Они рассматриваются как посягательство на половую неприкосновенность и нормальное психосексуальное развитие несовершеннолетнего. Предполагается, что до определённого момента ребёнок не может, в силу недостаточного социального опыта, осознанно и ответственно оценивать действия, связанные с сексуальной сферой. Вследствие этого согласие ребёнка на совершение сексуальных действий со взрослым психологически недостоверно и не имеет юридической силы. Кроме того, считается, что раннее вовлечение в сексуальные действия может стать причиной появления у ребёнка искажённых представлений о сексуальности, то есть нанести ему объективный вред.
- Согласно статье 134 УК РФ, преступным является половое сношение (гетеро- или гомосексуальное) лица, достигшего 18-летнего возраста с лицом, заведомо не достигшим 16-летнего возраста. При этом не имеет значения, по чьей инициативе совершено половое сношение, в частности, обвиняемый считается виновным, даже если пострадавшее лицо само инициировало сексуальный контакт.
- Статья 135 УК РФ («развратные действия») определяет в качестве преступных действия, направленные на возбуждение сексуального интереса, сексуальных чувств[4] у лица, заведомо не достигшего 16-летнего возраста, лицом, достигшим 18-летнего возраста, без совершения с ним полового акта в любой форме и без применения насилия. В качестве развратных могут быть квалифицированы действия, связанные с обнажением и манипуляциями с половыми органами, как потерпевшего, так и обвиняемого, совершение полового акта с третьим лицом в присутствии потерпевшего, позы и прикосновения сексуального характера, демонстрация фото- аудио- или видеоматериалов сексуального содержания, беседы на сексуальные темы, предоставление литературы сексуального содержания[4].

Преступными являются определяемые указанными статьями действия, если виновный знал или предполагал, что потерпевшие не достигли определённого возраста. Эти преступления могут быть совершены только умышленно.
В обеих статьях речь идёт о сексуальных действиях в отношении несовершеннолетних, не достигших 16-летнего возраста, совершённых без употребления насилия. Если же такие действия совершаются с применением насилия либо с использованием беспомощного состояния, либо в отношении лица, которое в силу слишком малого возраста или умственной отсталости не могло понимать значения совершаемых действий, то они квалифицируются как изнасилование или насильственные действия сексуального характера и наказываются согласно соответствующим статьям УК. Кроме того, лица, не достигшие 12-летнего возраста, рассматриваются в соответствии с примечанием к ст. 131 УК РФ как находящиеся в беспомощном состоянии и любые сексуальные контакты с ними (в том числе развратные действия) рассматриваются как изнасилование или насильственные действия сексуального характера.

### Квалификация на Украине
Согласно статье № 156 Уголовного кодекса Украины:
1. Совершение развратных действий в отношении лица, не достигшего шестнадцатилетнего возраста, — наказывается ограничением свободы на срок до пяти лет или лишением свободы на тот же срок.
2. Те же действия, совершенные в отношении малолетнего или родителями, опекунами и т. п. — наказываются лишением свободы на срок от пяти до восьми лет с лишением права занимать определённые должности или заниматься определённой деятельностью.

При этом действия сексуального характера с проникновением в тело лица, не достигшего четырнадцати лет, независимо от его добровольного согласия, наказываются лишением свободы на срок от десяти до пятнадцати лет (статья № 152.4).

### Возраст сексуального согласия

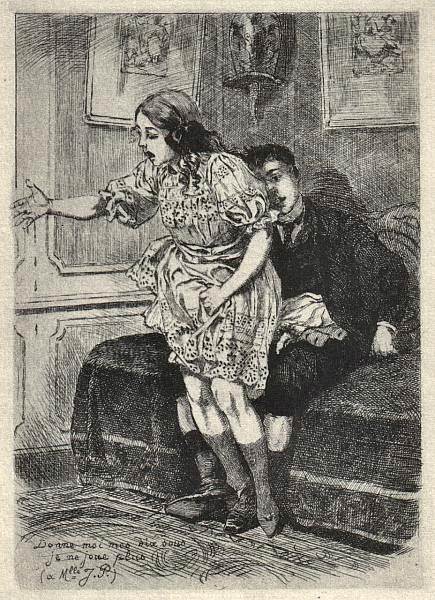
Мартин ван Маэле, 1905

Дискуссионным в юриспруденции является вопрос, с какого возраста можно считать допустимым совершение полового сношения при добровольном согласии партнёра, то есть с какого возраста добровольное согласие лица на половой акт является юридически действительным. Разумеется, этот возраст не может быть больше возраста полной дееспособности (совершеннолетия), но в большинстве случаев он устанавливается на более низком уровне. Во многих государствах мира возраст согласия меньше 16 лет. В Германии, Китае, Венгрии, Эстонии, Болгарии, Словении, Сербии, Австрии, Италии, Чили — 14 лет; в Аргентине, Испании и Южной Корее — 13 лет.
В России до 1997 года действовал Уголовный Кодекс РСФСР от 1960 года, по которому не устанавливался определённый возраст согласия; вместо этого определялось наказание за «совершение полового сношения с лицом, не достигшим половой зрелости». Такая формулировка создавала проблемы, поскольку достижение половой зрелости (в особенности, у женщины) неочевидно, не поддаётся непосредственному определению и может быть установлено только медицинской экспертизой. В судебной практике возрастом согласия обычно считался возраст 14 лет.
В Уголовном Кодексе РФ, принятом в 1996 году и вступившем в действие с 1 января 1997 года, возраст согласия уже несколько раз менялся:
- В проекте УК, внесённом в Государственную Думу, устанавливался возраст согласия 18 лет (неявно — в проекте присутствовала формулировка «совершение полового сношения с лицом, не достигшим совершеннолетия»).
- После первого чтения в проект было внесено изменение, снизившее возраст согласия до 14 лет.
- В окончательной редакции возраст согласия был повышен до 16 лет.
- В 1998 году принята поправка, снизившая возраст согласия до 14 лет.
- В 2003 году очередная поправка снова повысила возраст согласия до 16 лет.
- В 2012 году очередная поправка, возраст согласия остался без изменений и дополнен словами в части 1, 2 «и половой зрелости»[7].
- В декабре 2013 года очередная поправка, возраст согласия остался без изменений и убраны слова в части 1, 2 «и половой зрелости»[8]

### Коллизияуголовного и семейного кодексов РФ
В большинстве законодательств брачный возраст выше возраста сексуального согласия. В Российской Федерации, согласно ч. 1 ст. 13 Семейного кодекса РФ, брачный возраст устанавливается в восемнадцать лет (а возраст сексуального согласия — в шестнадцать лет). Кроме того, Семейный кодекс в ч. 2 и 3 ст. 13 предусматривает возможность снижения брачного возраста до 16 лет по просьбе лиц, желающих вступить в брак, при наличии уважительных причин по решению органа местного самоуправления по месту жительства лиц, а при наличии исключительных обстоятельств и в случаях, предусмотренных законами субъекта РФ, вступление в брак может быть разрешено по достижении возраста 14 лет.
В настоящий момент возможность снижения брачного возраста ниже 16 лет предусмотрена законами 11 субъектов Российской Федерации: в Ростовской, Московской, Вологодской, Владимирской, Самарской, Калужской областях разрешается снижать брачный возраст до 14 лет, Тверской, Мурманской и Рязанской — до 15 лет, Новгородской и Орловской — без ограничений. Обстоятельствами, которыми может быть обусловлено такое снижение, является беременность несовершеннолетней, рождение ею ребёнка, угроза жизни одной из сторон, отсутствие обоих родителей (лиц, их заменяющих) у вступающего в брак и другие исключительные обстоятельства.
В случае, если в брачных отношениях состоят лица, одно из которых достигло возраста 18 лет, а другое не достигло возраста сексуального согласия, то половое сношение между ними преступлением не является, однако эта норма распространяется лишь на половые контакты после заключения брака, то есть даже после регистрации брака старший партнёр может быть привлечён к ответственности за половые сношения, совершённые до этого момента.
27 июля 2009 года в Уголовный кодекс РФ были внесены изменения, согласно которым лицо, впервые привлекающееся к ответственности за половое сношение с потерпевшим (или потерпевшей), достигшим 14-летнего, но не достигшим 16-летнего возраста, может быть освобождено от наказания в связи со вступлением в брак с потерпевшим или потерпевшей.

## История
- В законодательстве европейских государств до середины XIX века растление как отдельное преступление не упоминалось. При этом судебная практика могла признавать растление преступным, квалифицируя его как изнасилование, рассматривая малолетний возраст потерпевшей или потерпевшего как обстоятельство, аналогичное беспомощному состоянию.
- Воинский устав Петра I (1716 год) и Кодекс Наполеона (1832 год) предусматривали наказание за гомосексуальный контакт с ребёнком, но гетеросексуальный половой акт взрослого и ребёнка преступлением не считался.
- По российским законам конца XIX века возраст согласия устанавливался на уровне 14 лет. По Уголовному уложению 1903 года растление наказывалось исправительным домом, по более раннему Уложению о наказаниях — каторгой.
- Сегодня в ряде стран функционируют специализированные службы по борьбе с насилием над детьми.